# Vincenzo Montella
Vincenzo Montella (18. červen 1974, Pomigliano d'Arco, Itálie) je italský fotbalový trenér a bývalý fotbalový útočník. Většinu kariéry odehrál za Řím, kde byl v roce 2013 uveden do síně slávy. V dresu italské reprezentace se zúčastnil ME 2000 (finále) a MS 2002. Od roku 2009 je trenérem a od září 2023 trénuje fotbalovou reprezentaci Turecka.

## Klubová kariéra
Od roku 1986 hrál v mládežnických týmech v Empoli. První utkání za dospělé odehrál v sezoně 1990/91. V Empoli působil pět let a nejvíce se prosadil v sezoně 1994/95, když vstřelil 17 branek. Po téhle vydařené sezoně je koupil druholigový Janov. V novém klubu opět nastřílel dost branek (21 branek) aby si jej vyhlédl jiný klub za Janova, Sampdoria. Přestoupil za 8,5 miliard lir.
Jeho první sezona v nejvyšší lize byla v sezoně 1996/97. Hned se zařadil k výborným střelcům a do konce ligy vstřelil 22 branek, což jej zařadilo na 2. místo v tabulce střelců. V následující sezoně nepolevil a vstřelil 20 branek. Třetí sezona u Dorie byla špatná. Byl zraněný a navíc s klubem sestoupil do druhé ligy. Vincenzo ale zůstal v nejvyšší lize.
Od sezony 1999/00 se stal hráčem Říma, která jej koupila za 40 miliard lir. V klubu vytvořil velmi dobré útočné duo s Batistutou. V sezoně 2000/01 získal jediný svůj titul v lize a poté iItalský superpohár (2001). Poté ještě s klubem skončil čtyřikrát na 2. místě, ale on sám se v sezoně 2004/05 zaskvěl na 3. místo v tabulce střelců s 21 brankami. Poté již dvě sezony hrál čím dál méně a konec sezony 2006/07 byl poslán na hostování do anglického Fulhamu. Na sezonu 2007/08 se vrátil do Sampdorie (opět hostování). Poslední sezonu v kariéře odehrál 2008/09 v dresu Říma, za který odehrál celkem v 9 sezonách 258 utkání a vstřelil 101 branek.

### Přestupy
- z Janov do Sampdoria za 4 390 000 Euro
- z Sampdoria do Řím za 25 820 000 Euro

## Hráčská statistika
| Sezóna              | Klub                | Liga                | Liga   | Liga | Ligové poháry | Ligové poháry | Ligové poháry | Kontinentální poháry | Kontinentální poháry | Kontinentální poháry | Celkem | Celkem |
| Sezóna              | Klub                | Soutěž              | Zápasy | Góly | Soutěž        | Zápasy        | Góly          | Soutěž               | Zápasy               | Góly                 | Zápasy | Góly   |
| ------------------- | ------------------- | ------------------- | ------ | ---- | ------------- | ------------- | ------------- | -------------------- | -------------------- | -------------------- | ------ | ------ |
| 1990/91             | Empoli              | Serie C1            | 1      | 0    | IP            | 0             | 0             | -                    | 0                    | 0                    | 1      | 0      |
| 1991/92             | Empoli              | Serie C1            | 7      | 4    | IP            | 0             | 0             | -                    | 0                    | 0                    | 7      | 4      |
| 1992/93             | Empoli              | Serie C1            | 13     | 6    | IP            | 1             | 0             | -                    | 0                    | 0                    | 14     | 6      |
| 1993/94             | Empoli              | Serie C1            | 0      | 0    | IP            | 0             | 0             | -                    | 0                    | 0                    | 0      | 0      |
| 1994/95             | Empoli              | Serie C1            | 30     | 17   | IP            | 0             | 0             | -                    | 0                    | 0                    | 30     | 17     |
| Celkem za Empoli    | Celkem za Empoli    | Celkem za Empoli    | 51     | 27   | -             | 1             | 0             | -                    | 0                    | 0                    | 52     | 27     |
| 1995/96             | Janov               | Serie B             | 34     | 21   | IP            | 1             | 2             | -                    | 0                    | 0                    | 35     | 23     |
| 1996/97             | Sampdoria           | Serie A             | 28     | 22   | IP            | 2             | 2             | -                    | 0                    | 0                    | 30     | 24     |
| 1997/98             | Sampdoria           | Serie A             | 33     | 20   | IP            | 4             | 1             | PU                   | 2                    | 0                    | 39     | 21     |
| 1998/99             | Sampdoria           | Serie A             | 22     | 12   | IP            | 1             | 1             | Int.                 | 6                    | 3                    | 29     | 16     |
| 1999/00             | Řím                 | Serie A             | 31     | 18   | IP            | 0             | 0             | PU                   | 7                    | 3                    | 38     | 21     |
| 2000/01             | Řím                 | Serie A             | 28     | 13   | IP            | 2             | 2             | PU                   | 7                    | 4                    | 37     | 19     |
| 2001/02             | Řím                 | Serie A             | 19     | 13   | IP+IS         | 0+1           | 1             | LM                   | 6                    | 1                    | 26     | 15     |
| 2002/03             | Řím                 | Serie A             | 29     | 9    | IP            | 5             | 2             | LM                   | 11                   | 0                    | 45     | 11     |
| 2003/04             | Řím                 | Serie A             | 11     | 5    | IP            | 0             | 0             | PU                   | 3                    | 0                    | 14     | 5      |
| 2004/05             | Řím                 | Serie A             | 37     | 21   | IP            | 6             | 1             | LM                   | 3                    | 1                    | 46     | 23     |
| 2005/06             | Řím                 | Serie A             | 13     | 1    | IP            | 0             | 0             | PU                   | 3                    | 1                    | 13     | 2      |
| 2006/07             | Řím                 | Serie A             | 12     | 3    | IP+IS         | 3+0           | 3             | -                    | 0                    | 0                    | 15     | 6      |
| 2007                | Fulham              | Premier League      | 10     | 3    | AP+ALP        | 0+0           | 0             | -                    | 0                    | 0                    | 12     | 6      |
| 2007/08             | Sampdoria           | Serie A             | 13     | 4    | IP            | 0             | 0             | Int.+PU              | 1+4                  | 0+1                  | 18     | 5      |
| Celkem za Sampdorii | Celkem za Sampdorii | Celkem za Sampdorii | 96     | 58   | -             | 7             | 4             | -                    | 13                   | 4                    | 116    | 66     |
| 2008/09             | Řím                 | Serie A             | 12     | 0    | IP            | 0             | 0             | LM                   | 2                    | 0                    | 15     | 0      |
| Celkem za Řím       | Celkem za Řím       | Celkem za Řím       | 192    | 83   | -             | 20            | 9             | -                    | 46                   | 9                    | 258    | 101    |
| Celkově             | Celkově             | Celkově             | 383    | 192  | -             | 31            | 15            | -                    | 59                   | 13                   | 473    | 220    |

## Reprezentační kariéra
Za reprezentaci odehrál 20 utkání a vstřelil tři branky. První zápas odehrál 5. června 1999 proti Walesu (4:0). Dostal i pozvánku na
ME 2000, kde odehrál dva zápasy a získal stříbrnou medaili. Byl i na MS 2002, kde odehrál jedno utkání. Posledním jeho utkání bylo 9. února 2005 proti Rusku (2:0).

### Statistika na velkých turnajích
| Reprezentace | Rok     | Zápasy             | Zápasy | Zápasy  | Zápasy           | Zápasy           | Zápasy       |
| Reprezentace | Rok     | Fáze turnaje       | Datum  | Soupeř  | Odehraných minut | Vstřelené branky | Výsledek     |
| ------------ | ------- | ------------------ | ------ | ------- | ---------------- | ---------------- | ------------ |
| Itálie       | ME 2000 | 3 zápas ve skupině | 19. 6. | Švédsko | 90               | 0                | 2:1          |
| Itálie       | ME 2000 | Finále             | 2. 7.  | Francie | 17               | 0                | 1:2 v prodl. |
| Itálie       | MS 2002 | 3 zápas ve skupině | 13. 6. | Mexiko  | 35               | 0                | 1:1          |

### Reprezentační branky
| Gól | Datum       | Stadion                             | Soupeř | Skóre | Výsledek | Soutěž           |
| --- | ----------- | ----------------------------------- | ------ | ----- | -------- | ---------------- |
| 010 | 25. 4. 2001 | Stadio Renato Curi, Perugia, Itálie | JAR    | 1:0   | 1:0      | Přátelské utkání |
| 020 | 27. 3. 2002 | Elland Road, Leeds, Anglie          | Anglie | 1:1   | 1:2      | Přátelské utkání |
| 030 | 27. 3. 2002 | Elland Road, Leeds, Anglie          | Anglie | 1:2   | 1:2      | Přátelské utkání |

## Trenérská kariéra
Již v roce 2009 se stal trenérem mládežnického týmu Říma. Poté ve věku 36 let převzal během sezony 2010/11 po odvolání Ranieriho dospělí tým. Tým dovedl nakonec na 6. místo v lize. I tak s ním klub neprodloužil spolupráci. A tak na následující sezonu stal trenérem Catanie, kterou dovedl k 11. místu. I tak s ním klub ukončil spolupráci. Zanedlouho po ukončení jej angažovala Fiorentina a zde zůstal tři sezony. Vždy s klubem skončil na 4. místě v lize. Dovedl tým do finále italského poháru (prohra) a také do semifinále EL 2014/15. Poté ale byl odvolán, kvůli rozepři s předsedou klubu.
Dlouho poté čekal na další angažmá. To přišlo v listopadu 2015, když se ozvala Sampdoria. Klub zachránil od sestupu ale klub jej odvolal. Novým zaměstnavatelem byl Milán, který chtěl opět vyhrávat trofeje. Hned s týmem vyhrál italský superpohár. V lize skončil na 6. místě a zajistil klubu po třech letech evropskou soutěž a tak mu byla předložena nová smlouva, kterou podepsal.  Jenže v následující sezoně vydržel do listopadu, kdy jej nahradil Gattuso.
Dne prosince 2017 byl jmenován trenérem španělským klubu Sevilla. Tým dovedl do finále španělského poháru (prohra) a také do čtvrtfinále LM. Jenže v lize ztrácela body a nakonec vedení se rozhodlo jej v dubnu odvolat.
Další angažmá bylo od dubna 2019, když převzal Fiorentinu po Piolim. Ze sedmi utkání prohrál pět, ale i tak se klub zachránil v lize. V klubu zůstal jen do prosince 2019, kdy jej odvolali.
Od 1. září 2021 se stal trenérem tureckého klubu Demirspor, když po prvním kole nahradil odvolaného Sameta Aybabu. V první sezoně v lize dovedl klub na 9. místo. V následující sezoně to bylo 4. místo a kvalifikoval se do EKL. Před novou sezonu dostal nábytku od reprezentace Turecka, kterou přijal.

## Trenérská statistika
| Sezóna               | Klub                 | Liga                 | Liga   | Liga  | Liga   | Liga   | Liga             | Ligové poháry | Ligové poháry | Ligové poháry | Ligové poháry | Ligové poháry | Ligové poháry | Kontinentální poháry | Kontinentální poháry | Kontinentální poháry | Kontinentální poháry | Kontinentální poháry | Kontinentální poháry | Celkem | Celkem | Celkem | Celkem |
| Sezóna               | Klub                 | Soutěž               | Zápasy | Výhry | Remízy | Prohry | Umístění         | Soutěž        | Zápasy        | Výhry         | Remízy        | Prohry        | Úspěch        | Soutěž               | Zápasy               | Výhry                | Remízy               | Prohry               | Úspěch               | Zápasy | Výhry  | Remízy | Prohry |
| -------------------- | -------------------- | -------------------- | ------ | ----- | ------ | ------ | ---------------- | ------------- | ------------- | ------------- | ------------- | ------------- | ------------- | -------------------- | -------------------- | -------------------- | -------------------- | -------------------- | -------------------- | ------ | ------ | ------ | ------ |
| 2010/11              | Řím                  | Serie A              | 13     | 7     | 3      | 3      | 6. místo         | IP            | 2             | 0             | 1             | 1             | semifinále    | LM                   | 1                    | 0                    | 0                    | 1                    | -                    | 16     | 7      | 4      | 5      |
| 2011/12              | Catania              | Serie A              | 38     | 11    | 15     | 12     | 11. místo        | IP            | 2             | 1             | 0             | 1             | -             | -                    | 0                    | 0                    | 0                    | 0                    | -                    | 40     | 12     | 15     | 13     |
| 2012/13              | Fiorentina           | Serie A              | 38     | 21    | 7      | 10     | 4. místo         | IP            | 4             | 3             | 0             | 1             | -             | -                    | 0                    | 0                    | 0                    | 0                    | -                    | 42     | 24     | 7      | 11     |
| 2013/14              | Fiorentina           | Serie A              | 38     | 19    | 8      | 11     | 4. místo         | IP            | 5             | 3             | 0             | 2             | finále        | EL                   | 12                   | 7                    | 3                    | 2                    | -                    | 55     | 29     | 11     | 15     |
| 2014/15              | Fiorentina           | Serie A              | 38     | 18    | 10     | 10     | 4. místo         | IP            | 4             | 3             | 0             | 1             | semifinále    | EL                   | 14                   | 7                    | 4                    | 3                    | semifinále           | 56     | 28     | 14     | 14     |
| 2015/16              | Sampdoria            | Serie A              | 26     | 6     | 6      | 14     | 15. místo        | CI            | 1             | 0             | 0             | 1             | -             | -                    | 0                    | 0                    | 0                    | 0                    | -                    | 27     | 6      | 6      | 15     |
| 2016/17              | Milán                | Serie A              | 38     | 18    | 9      | 11     | 6. místo         | IP+IS         | 2+1           | 1+1           | 0             | 1+0           | výhra v IS    | -                    | 0                    | 0                    | 0                    | 0                    | -                    | 41     | 20     | 9      | 12     |
| 2017/18              | Milán                | Serie A              | 14     | 6     | 2      | 6      | propuštěn v lis. | IP            | 0             | 0             | 0             | 0             | -             | EL                   | 9                    | 7                    | 2                    | 0                    | -                    | 23     | 13     | 4      | 6      |
| Celkem za Milán      | Celkem za Milán      | Celkem za Milán      | 52     | 24    | 11     | 17     | -                | -             | 3             | 1             | 1             | 1             | -             | -                    | 9                    | 7                    | 2                    | 0                    | -                    | 64     | 32     | 14     | 18     |
| 2017/18              | Sevilla              | Primera División     | 17     | 5     | 4      | 8      | propuštěn v dub. | ŠR            | 7             | 5             | 1             | 1             | finále        | LM                   | 4                    | 1                    | 2                    | 1                    | -                    | 28     | 11     | 7      | 10     |
| 2019                 | Fiorentina           | Serie A              | 7      | 0     | 2      | 5      | 16. místo        | IP            | 1             | 0             | 0             | 1             | -             | -                    | 0                    | 0                    | 0                    | 0                    | -                    | 8      | 0      | 2      | 6      |
| 2019                 | Fiorentina           | Serie A              | 17     | 4     | 5      | 8      | propuštěn v pro. | IP            | 2             | 2             | 0             | 0             | 0             | -                    | 0                    | 0                    | 0                    | 0                    | -                    | 19     | 6      | 5      | 8      |
| Celkem za Fiorentinu | Celkem za Fiorentinu | Celkem za Fiorentinu | 138    | 62    | 32     | 44     | -                | -             | 16            | 11            | 0             | 5             | -             | -                    | 26                   | 14                   | 7                    | 5                    | -                    | 180    | 87     | 39     | 54     |
| 2021/22              | Demirspor            | Süper Lig            | 35     | 15    | 8      | 12     | 9. místo         | TP            | 4             | 3             | 0             | 1             | -             | -                    | 0                    | 0                    | 0                    | 0                    | -                    | 39     | 18     | 8      | 13     |
| 2022/23              | Demirspor            | Süper Lig            | 36     | 20    | 9      | 7      | 4. místo         | TP            | 3             | 2             | 0             | 1             | -             | -                    | 0                    | 0                    | 0                    | 0                    | -                    | 39     | 22     | 9      | 8      |
| Celkem za Demirspor  | Celkem za Demirspor  | Celkem za Demirspor  | 71     | 35    | 17     | 19     | -                | -             | 7             | 5             | 0             | 2             | -             | -                    | 0                    | 0                    | 0                    | 0                    | -                    | 78     | 40     | 17     | 21     |
| Celkově              | Celkově              | Celkově              | 355    | 150   | 88     | 117    | -                | -             | 38            | 23            | 3             | 12            | -             | -                    | 40                   | 22                   | 11                   | 7                    | -                    | 433    | 194    | 103    | 136    |

## Úspěchy

### Klubové
- 1× vítěz italské ligy (2000/01)
- 1× vítěz italského superpoháru (2001)

### Reprezentační
- 1x na MS (2002)
- 1x na ME (2000 - stříbro)

### Trenérské
- 1× vítěz italského superpoháru (2016)

### Vyznamenání
Řád zásluh o Italskou republiku (12.7. 2000) z podnětu Prezidenta Itálie 